# Rennersdorf/O.L.
Rennersdorf/O.L. is een plaats in de Duitse gemeente Berthelsdorf, deelstaat Saksen, en telt 694 inwoners (1993).